# Umbonium eloiseae
Umbonium eloiseae is een slakkensoort uit de familie van de Trochidae. De wetenschappelijke naam van de soort is voor het eerst geldig gepubliceerd in 1992 door Dance, Moolenbeek & Dekker.